# 名古屋市立下志段味小学校
名古屋市立下志段味小学校（なごやしりつ しもしだみしょうがっこう）は、愛知県名古屋市守山区桜坂にある公立小学校。

## 概要
- 通学区域は令和4年11月26日以降の区域は下志段味地域の区画整理により下志段味1丁目～3丁目、5丁目の全域と4丁目の大半、桜坂1丁目の大半、2丁目～5丁目の全域、東禅寺の大半、大字下志段味（字下東禅寺の一部、字真光寺、字長筬、字落合、字北畑、字西島の一部、字深沢の一部）であり、公立中学校の進学先は名古屋市立志段味中学校である[1]。
- 名古屋市玉野川学園内に分教室を設置している。

## 沿革
- 2012年（平成24年）4月 - 名古屋市立志段味西小学校から分離し、開校する。

## 交通アクセス
- ゆとりーとライン（志段味サイエンスパーク経由）「島の口」バス停より徒歩約1分。
- 名古屋市営バス【藤丘12号系統】、【志段味巡回系統】「島の口」バス停より徒歩約1分。

## 周辺施設
- 名古屋市立志段味中学校
- 名古屋市玉野川学園
- 名古屋市消防学校
- なごやサイエンスパーク
  - サイエンスパーク研究開発センター
  - 先端技術連携リサーチセンター
  - サイエンス交流プラザ
  - 産業技術総合研究所中部センター
  - クリエイション・コア名古屋
- 下志段味公園
- 東名高速道路守山PA、守山SIC